# Örebro HK 2020/2021
Svenska Hockeyligan 2020/2021 var Örebro HK:s åttonde säsong i SHL sedan laget debuterade i SHL säsongen 2013/2014. Säsongen var planerad till att inledas med fullomgång den 19 september 2020, där Örebro skulle möta Djurgården Hockey i Örebro. Premiären blev dock flyttad och istället spelades seriepremiären för Örebro den 24 september 2020 mot HV71 i Behrn Arena.

## SHL
I sista omgången, omgång 52, möte Örebro Brynäs Monitor ERP Arena i Gävle. En match som spelades, precis som alla andra matcher i sista omgången, inför tomma läktare, detta på grund av Coronaviruspandemin 2019–2021. Matchen vanns av Örebro med 6–1, vilket innebar att Örebro slutade på åttonde plats i serien utan att för första gången på flertal säsonger på något sätt varit indragen i bottenstriden. Örebro blev klart för åttondelsfinal, där man möter Malmö. På grund Coronavirusutbrottet blev slutspelet i SHL framflyttat till den 24 mars, det som  en följd av regeringens beslut kring publika evenemang. Den 14 mars 2020 skickade SHL skickade in en begäran till Svenska Ishockeyförbundet om att ställa in SM-slutspelet 2019/2020. Det som en konsekvens av Coronavirusutbrottet. Den 15 mars 2020 beslutade Svenska Ishockeyförbundets styrelse att följa SHL:s begäran. Därmed kom samtliga lag som säsongen 2019/2020 tillhört SHL, SDHL, Hockeyallsvenskan eller Hockeyettan att även till säsongen 2020/2021 tillhöra samma serie.
Inför säsongen 2020/2021 införde SHL den 18 mars 2020 ett värvningsstopp på grund av den ekonomiska osäkerheten uppstod genom att säsongen 2019/2020 inte spelades klart. Dock så gällde inte värvningsstoppet så kallade rookiekontrakt för spelare mellan 18 och 21 år. Spelare som tecknat kontrakt innan den 18 mars var dock fria att presenteras av klubbarna. Den 19 mars 2020 meddelade Viktor Lodin, som förste spelare, att han lämnar Örebro. Den 23 mars meddelade Örebro general manager Stefan Bengtzén att, förutom Viktor Lodin, så kommer även Alfred Barklund att lämna Örebro Hockey.
Den 6 april 2020 presenterades forwarden Emil Larsson, närmst från Luleå Hockey. Kontraktet Emil Larsson gäller till och med säsongen 2022/2023. Den 24 april 2020 meddelades att Örebro valde att inte förlänga kontraktet med Marcus Weinstock. Weinstock kom under sina 10 år i klubben att spela 563 matcher, där han gjorde 309 poäng, fördelat på 116 mål och 193 assist. Den 28 april 2020 meddelades att den första träningsmatchen för säsongen blir mot Västerås, ett så kallat E18-derby den 11 augusti 2020. Den 29 april 2020 meddelade Detroit Red Wings att man skrivit ett 1 års kontrakt med Mathias Bromé.
Den 4 maj 2020 stod det klart att Örebro och Dominik Furch ej valt att förlänga Dominiks utgående kontrakt. Istället meddelades att Örebro valt att skriva ett treårskontrakt med Jhonas Enroth. Enroth var i Örebro en tid säsongen 2018/2019 och hjälpte till med att säkra ett fortsatt SHL-kontrakt. Den 11 maj 2020 meddelades att den finländska centern Robert Leino är klar för tre år i Örebro Hockey. Leino kom närmst från Ilves. Den 21 maj 2020 presenterades Oliver Eklind, närmst från BIK Karlskoga, som ny center och med ett kontrakt som sträcker sig över säsongen 2021/2022. Eklind blev den första spelaren sedan backen Nick Plastino gick från BIK Karlskoga till Örebro 2013.
Den 9 juni 2020 meddelade sportchef Niklas Johansson att Örebro Hockey tillsammans med forwarden Sakari Salminen valt att avbryta avtalet. Den 10 juni 2020 summerades säsongen 2019/2020, genom att VD:n för Örebro Hockey Mikael Johansson presenterade det ekonomiska resultat för den säsongen, vilket visade ett överskott på 800.000 kronor. Vidare hade kunde klubben redovisa att man haft en beläggning i arenan med 97%, vilket var den bäst beläggning i ligan. Den 24 juni 2020 presenterades att Nick Ebert återvänder till Örebro på två års kontrakt. Inför säsongen 2019/20 lämnade Nick Ebert för spel i NHL, dock utvecklade det sig inte som han hade tänkt, därav hans återkomst till Europa och SHL. Den 25 juni 2020 presenterades den kroatiska forwarden Borna Rendulic. Rendulic kom närmst från tyska Adler Mannheim. Kontraktet med Borna Rendulic sträcker sig över säsongen 2021/2022. Den 4 juli 2020 meddelade Örebro Hockey att man går skilda vägar med Aaron Irving, då man ansåg man inte kunde ge Aaron den speltid som han behövde.
Den 2 augusti 2020 meddelades att Kristian Näkyvä som under sommaren friskförklarats efter sin cancerbehandling, nu även skrivit på ett nytt kontrakt med Örebro Hockey som sträcker sig över säsongen 2022/2023. Den 3 augusti 2020 meddelades att den lettiska centern Rodrigo Abols ansluter på lån från Florida Panthers fram till mitten av november 2020. Den 18 augusti 2020 meddelades att Mathias Bromé återvänder på lån från Detroit Red Wings till Örebro Hockey. Lånet gäller till mitten av november 2020.
Den 8 september 2020 godkände SHL flera klubbars önskemål om att flytta seriematcher i september, vilket innebar för Örebro att två matcher flyttades. Dels premiären mot Djurgården den 19 september 2020 flyttades till den 12 januari 2021, samt matchen mot Leksand den 29 september flyttades till den 1 oktober 2020. Den 24 september 2020 inledde Örebro serien med match hemma mot HV71, vilken man vann med 5–4. Vinsten följde Örebro upp med tre vinster till, mot Skellefteå, Leksand och Linköping. Den 8 oktober 2020 kom säsongens första förlust, borta mot Malmö, där Örebro förlorade med 2–1. Säsongsinledningen för Örebro var den bästa för Örebro i SHL genom tiderna, då man inte tidigare vunnit fyra matcher i rad inledningsvis. Fredag den 2 oktober 2020 presenterade Örebro Hockey stolt en tredje matchtröja till SHL-säsongen 2020/21, det som en del i Örebro Hockey 30 år som förening. Den tredje matchtröjan var svart och kom att användas på de hemmamatcher som klubben spelar på lördagar. Den svarta färgen är en hyllning till det ursprungliga Örebro HC 90. Den 12 oktober 2020 meddelades att Max Lindholm lånas ut tills vidare till AIK.
Den 25 november 2020 meddelade Örebro Hockey att man pausade all verksamhet för A-laget på grund av en utbredd smitta av coronaviruset inom organisationen. Totalt var det fyra matcher, två hemmamatcher mot Leksand och Frölunda samt två bortamatcher mot Linköping och Brynäs, som flyttades till ett annat datum. Örebro blev det åttonde laget i SHL som fick flytta matcher på grund av smittorisk och sjukdom inom den egna organisationen. Den 2 december 2020 meddelades att en ytterligare matchen flyttades, hemma mot Färjestad, det som en säkerhetsåtgärd efter att verksamheten varit nedstängd i sju dagar på grund av smitta.
Den 20 december 2020 meddelade Örebro Hockey att Mathias Bromé lämnar för spel i NHL och Detroit Red Wings. Det efter att NHL meddelat att säsongen börjar 13 januari 2021 med 56 grundserieomgångar. Den 23 december 2020 meddelade sportchefen Niklas Johansson att huvudtränaren Niklas Eriksson skrivit på ett nytt tvåårsavtal, vilket sträcker till och med säsongen 2022/2023.
Den 12 januari 2021 skrev Örebro ett A-lagskontrakt med Elias Ekström, ett kontrakt som sträcker sig över säsongen 2021/2022. Den 16 januari 2021 meddelades att kanadensiska forwarden Josh Ho-Sang ansluter från New York Islanders organisation på lån till Örebro Hockey. Den 23 januari 2021 gjorde även Nick Ebert, en sen säsongsdebut, det efter att han efter anslöt sig till laget skadade sig direkt i träningsmatchen mot Oskarshamn i september. Den 25 januari 2021 lånades Lukas Pilö ut på korttidslån till Brynäs och deras tre kommande matcher, det med bakgrund till att Brynäs endast hade fem backar var tillgängliga, samt att Pilö behövde mer speltid. Den 31 januari 2021 meddelades att Örebro och Brynäs förlängde lånet av Lukas Pilö med ytterligare fyra matcher. Den 29 januari 2021 meddelades att Örebro och målvakten Jonas Arntzen kommit överens om ett nytt kontrakt som sträcker sig över säsongen 2023/2024.
Den 2 februari 2021 meddelades ytterligare en kontraktsförlängning, då med Linus Öberg som stannar i Örebro Hockey över säsongen 2022/2023. Inför att transferfönstret för säsongen skulle stängas presenterade sportchefen Niklas Johansson den 8 februari 2021 att Lukas Pilö och Elias Ekström lånas ut till BIK Karlskoga, samt att Tim Juel registreras som namngiven målvakt för Örebro. Den 9 februari 2021 meddelade Örebro Hockeys GM Stefan Bengtzén att sportchefen Niklas Johansson skrivit på ett nytt kontrakt som sträcker sig över säsongen 2022/2023. Den 10 februari 2021 meddelades att Örebro och Josh Ho-Sang gick skilda vägar, det då han ansågs ligga efter i träning sett till övriga gruppen och anpassningen till det svenska spelet. Den 14 februari 2021 stod det klart att Ho-Sang istället kom att avsluta säsongen i Linköping HC. Den 11 februari 2021 skrev Örebro Hockey ett  A-lagskontrakt med Filip Barklund som sträcker sig över säsongen 2021/2022. Den 12 februari 2021 skrev Robin Salo ett NHL-kontrakt med New York Islanders, dock blev han direkt utlånad resterande del av säsongen till Örebro.
Den 14 mars 2022 skadade sig Glenn Gustafsson i en bortamatch mot Oskarshamn. Skadan innebar att säsongen var över för honom och matchen blev troligtvis blev hans sista match för Örebro. På grund av att Glenn Gustafsson ådragit sig en skada, så återkallades Elias Ekström den 15 mars 2021 från BIK Karlskoga. Den 15 mars 2021 blev det även klart att Rodrigo Abols stannar i Örebro, då han skrivit på ett nytt kontrakt som sträcker sig över säsongen 2022/2023.
Den 3 april 2021 spelade Örebro HK sin sista seriematch för säsongen 2020/2021. Matchen spelades hemma mot Färjestad BK, vilka även vann matchen med 3-2. Efter att grundserien var slutspelad så slutade Örebro på sjätte plats, en plats som genererade en direktplats till kvartsfinalspel i SM-slutspelet. I kvartsfinalen ställdes Örebro HK mot Leksands IF. I samband med den sista seriematchen fick Robin Kovacs motta priset som fansens MVP. En utmärkelse som röstats fram av supportrarna och som delades ut av supporterföreningen, 14–3:s ordförande, Markus Eklund i en ceremoni före nedsläpp. Kvartsfinalserien mot Leksand inleddes i Leksand den 11 april 2021 och spelades i bäst of sju. Örebro vann kvartsfinalen mot Leksand med 4–0 i matcher och avancerade till seminfinal där man ställdes mot Växjö Lakers HC. Semifinalen inleddes i Växjö den 22 april 2021. Semifinalen spelades bäst av fem och kom att avgöras den 29 april 2021 i Växjö, där Växjö vann den avgörande matchen med 3-1. Örebros säsong tog därmed slut, men samtidigt var det den bästa säsongsprestationen i klubben historia.

## Försäsongsmatcher
Den 28 april 2020 stod det klart att den första träningsmatchen inför säsongen skulle bli mot Västerås Hockey. Den 13 maj 2020 meddelades att tre hemmamatcher skulle spelas i Lindehov i Lindesberg, Mer el Arena i Hällefors och i Sydnärkehallen i Hallsberg. Den 4 augusti 2020 meddelades att de planerade träningsmatcherna i Lindesberg, Hällefors, Hallsberg flyttas till Behrn Arena. Vidare meddelades att arenan kommer vara stängd för allmänheten och matcherna spelas utan publik. På grund av Coronavirusutbrottet i Sverige utgick den officiella ispremiären samt att samtliga isträningar och träningsmatcher var stängda för allmänheten. På grund av det ändrade spelschemat adderades en ytterligare träningsmatch mot Brynäs. Den 10 september 2020 meddelades att den planerade träningsmatchen mot Linköping samma dag ställdes in, det på grund av att individer i och kring Linköpings SHL-lag insjuknat. Även den träningsmatch som adderades i efterhand ställdes in, det på grund av Brynäs lämna återbud på grund av sjukdomsfall i laget. Matchen var tänkt som ett genrep inför SHL-premiären och där Örebro, genom dess supporterförening 14-3, bjöd ut biljetter till 50 personer.
| 1     | 11 augusti 2020 | Västerås Hockey                               | 2–0                     | Örebro HK               | ABB Arena                                                  |                                                            |
| 19:00 | 19:00           | (0–0, 2–0, 0–0) Rapport                       | (0–0, 2–0, 0–0) Rapport | (0–0, 2–0, 0–0) Rapport | Västerås Publik: 50 Domare: Hampus Springare, Jimmy Dahmén | Västerås Publik: 50 Domare: Hampus Springare, Jimmy Dahmén |
| 19:00 | 19:00           | (22.07) Marcus Bergman (37.38) Marcus Bergman | Mål                     |                         | Västerås Publik: 50 Domare: Hampus Springare, Jimmy Dahmén | Västerås Publik: 50 Domare: Hampus Springare, Jimmy Dahmén |
| 19:00 | 19:00           |                                               |                         |                         | Västerås Publik: 50 Domare: Hampus Springare, Jimmy Dahmén | Västerås Publik: 50 Domare: Hampus Springare, Jimmy Dahmén |
| 19:00 | 19:00           |                                               |                         |                         | Västerås Publik: 50 Domare: Hampus Springare, Jimmy Dahmén | Västerås Publik: 50 Domare: Hampus Springare, Jimmy Dahmén |
| 19:00 | 19:00           |                                               |                         |                         | Västerås Publik: 50 Domare: Hampus Springare, Jimmy Dahmén | Västerås Publik: 50 Domare: Hampus Springare, Jimmy Dahmén |
| 19:00 | 19:00           |                                               |                         |                         | Västerås Publik: 50 Domare: Hampus Springare, Jimmy Dahmén | Västerås Publik: 50 Domare: Hampus Springare, Jimmy Dahmén |

| 2           | 13 augusti 2020 | Örebro HK | 10–1                    | Djurgården Hockey       | Behrn Arena                                           |                                                       |
| 19:00 UTC+1 | 19:00 UTC+1     | (3–0, 5–1, 2–0) Rapport | (3–0, 5–1, 2–0) Rapport | (3–0, 5–1, 2–0) Rapport | Örebro Publik: 0 Domare: Mikael Nord, Mikael Sjöqvist | Örebro Publik: 0 Domare: Mikael Nord, Mikael Sjöqvist |
| 19:00 UTC+1 | 19:00 UTC+1     | (1.09) Joonas Rask (8.33) Oliver Eklind (15.14) Gustav Backström (22.36) (PP1) Daniel Muzito Bagenda (29.32) Rodrigo Abols (37.01) Glenn Gustafsson (38.45) Joonas Rask (39.32) (PP1) Robin Kovacs (41.45) Linus Öberg (42:20) Oliver Eklind | Mål                     | Tobias Björnfot (20.38) | Örebro Publik: 0 Domare: Mikael Nord, Mikael Sjöqvist | Örebro Publik: 0 Domare: Mikael Nord, Mikael Sjöqvist |
| 19:00 UTC+1 | 19:00 UTC+1     | |                         |                         | Örebro Publik: 0 Domare: Mikael Nord, Mikael Sjöqvist | Örebro Publik: 0 Domare: Mikael Nord, Mikael Sjöqvist |
| 19:00 UTC+1 | 19:00 UTC+1     | |                         |                         | Örebro Publik: 0 Domare: Mikael Nord, Mikael Sjöqvist | Örebro Publik: 0 Domare: Mikael Nord, Mikael Sjöqvist |
| 19:00 UTC+1 | 19:00 UTC+1     | |                         |                         | Örebro Publik: 0 Domare: Mikael Nord, Mikael Sjöqvist | Örebro Publik: 0 Domare: Mikael Nord, Mikael Sjöqvist |
| 19:00 UTC+1 | 19:00 UTC+1     | |                         |                         | Örebro Publik: 0 Domare: Mikael Nord, Mikael Sjöqvist | Örebro Publik: 0 Domare: Mikael Nord, Mikael Sjöqvist |

| 3     | 18 augusti 2020 | Örebro HK                                    | 2–1     | Leksands IF            | Behrn Arena                                               |                                                           |
| 19:00 | 19:00           | Rapport                                      | Rapport | Rapport                | Örebro Publik: 0 Domare: Wolmer Edqvist, Christoffer Holm | Örebro Publik: 0 Domare: Wolmer Edqvist, Christoffer Holm |
| 19:00 | 19:00           | (09.00) Borna Rendulic (21.30) Oliver Eklind | Mål     | (46.12) Mattias Ritola | Örebro Publik: 0 Domare: Wolmer Edqvist, Christoffer Holm | Örebro Publik: 0 Domare: Wolmer Edqvist, Christoffer Holm |
| 19:00 | 19:00           |                                              |         |                        | Örebro Publik: 0 Domare: Wolmer Edqvist, Christoffer Holm | Örebro Publik: 0 Domare: Wolmer Edqvist, Christoffer Holm |
| 19:00 | 19:00           |                                              |         |                        | Örebro Publik: 0 Domare: Wolmer Edqvist, Christoffer Holm | Örebro Publik: 0 Domare: Wolmer Edqvist, Christoffer Holm |
| 19:00 | 19:00           |                                              |         |                        | Örebro Publik: 0 Domare: Wolmer Edqvist, Christoffer Holm | Örebro Publik: 0 Domare: Wolmer Edqvist, Christoffer Holm |
| 19:00 | 19:00           |                                              |         |                        | Örebro Publik: 0 Domare: Wolmer Edqvist, Christoffer Holm | Örebro Publik: 0 Domare: Wolmer Edqvist, Christoffer Holm |

| 4     | 20 augusti 2020 | Örebro HK                      | 1–2                     | HV71                                                    | Behrn Arena                                             |                                                         |
| 19:00 | 19:00           | (0–0, 1–1, 0–1) Rapport        | (0–0, 1–1, 0–1) Rapport | (0–0, 1–1, 0–1) Rapport                                 | Örebro Publik: 0 Domare: Sören Persson, Mikael Sjöqvist | Örebro Publik: 0 Domare: Sören Persson, Mikael Sjöqvist |
| 19:00 | 19:00           | (28.07) Mathias Bromé (straff) | Mål                     | (26.01) (PP1) Lias Andersson (57.01) (PP1) Simon Önerud | Örebro Publik: 0 Domare: Sören Persson, Mikael Sjöqvist | Örebro Publik: 0 Domare: Sören Persson, Mikael Sjöqvist |
| 19:00 | 19:00           |                                |                         |                                                         | Örebro Publik: 0 Domare: Sören Persson, Mikael Sjöqvist | Örebro Publik: 0 Domare: Sören Persson, Mikael Sjöqvist |
| 19:00 | 19:00           |                                |                         |                                                         | Örebro Publik: 0 Domare: Sören Persson, Mikael Sjöqvist | Örebro Publik: 0 Domare: Sören Persson, Mikael Sjöqvist |
| 19:00 | 19:00           |                                |                         |                                                         | Örebro Publik: 0 Domare: Sören Persson, Mikael Sjöqvist | Örebro Publik: 0 Domare: Sören Persson, Mikael Sjöqvist |
| 19:00 | 19:00           |                                |                         |                                                         | Örebro Publik: 0 Domare: Sören Persson, Mikael Sjöqvist | Örebro Publik: 0 Domare: Sören Persson, Mikael Sjöqvist |

| 5     | 26 augusti 2020 | Brynäs IF               | 1–4                     | Örebro HK                                          | Monitor ERP Arena                                     |                                                       |
| 19:00 | 19:00           | (0–2, 1–0, 0–2) Rapport | (0–2, 1–0, 0–2) Rapport | (0–2, 1–0, 0–2) Rapport                            | Gävle Publik: 0 Domare: Mikael Andersson, Mikael Nord | Gävle Publik: 0 Domare: Mikael Andersson, Mikael Nord |
| 19:00 | 19:00           |                         |                         |                                                    | Gävle Publik: 0 Domare: Mikael Andersson, Mikael Nord | Gävle Publik: 0 Domare: Mikael Andersson, Mikael Nord |
| 19:00 | 19:00           | Inga mål                | Period 1                | Lukas Pilö (EQ) (07.53) Robert Leino (PP1) (13.45) | Gävle Publik: 0 Domare: Mikael Andersson, Mikael Nord | Gävle Publik: 0 Domare: Mikael Andersson, Mikael Nord |
| 19:00 | 19:00           | Emil Molin (EQ) (05.33) | Period 2                | Inga mål                                           | Gävle Publik: 0 Domare: Mikael Andersson, Mikael Nord | Gävle Publik: 0 Domare: Mikael Andersson, Mikael Nord |
| 19:00 | 19:00           | Inga mål                | Period 3                | Joonas Rask (EQ) (06.27) Linus Öberg (PP1) (13.45) | Gävle Publik: 0 Domare: Mikael Andersson, Mikael Nord | Gävle Publik: 0 Domare: Mikael Andersson, Mikael Nord |
| 19:00 | 19:00           |                         |                         |                                                    | Gävle Publik: 0 Domare: Mikael Andersson, Mikael Nord | Gävle Publik: 0 Domare: Mikael Andersson, Mikael Nord |

| 6     | 28 augusti 2020 | Färjestads BK                                     | 2–3 (OT)                     | Örebro HK                                          | Billerudhallen  |                 |
| 19:00 | 19:00           | (2–2, 0–0, 0–0, 0–1) Rapport                      | (2–2, 0–0, 0–0, 0–1) Rapport | (2–2, 0–0, 0–0, 0–1) Rapport                       | Grums Publik: 0 | Grums Publik: 0 |
| 19:00 | 19:00           |                                                   |                              |                                                    | Grums Publik: 0 | Grums Publik: 0 |
| 19:00 | 19:00           | Jesse Virtanen (EQ) (8.25) Victor Ejdsell (12.20) | Period 1                     | Ludvig Rensfeldt (EQ) (2.10) Mathias Bromé (13.30) | Grums Publik: 0 | Grums Publik: 0 |
| 19:00 | 19:00           | Inga mål                                          | Period 2                     | Inga mål                                           | Grums Publik: 0 | Grums Publik: 0 |
| 19:00 | 19:00           | Inga mål                                          | Period 3                     | Inga mål                                           | Grums Publik: 0 | Grums Publik: 0 |
| 19:00 | 19:00           | Inga mål                                          | Övertid 4                    | Robert Leino (EQ) (2.49)                           | Grums Publik: 0 | Grums Publik: 0 |

| 7     | 8 september 2020 | IK Oskarshamn           | 0–1                     | Örebro HK                   | Be-Ge Hockey Center                                             |                                                                 |
| 19:00 | 19:00            | (0–0, 0–0, 0–1) Rapport | (0–0, 0–0, 0–1) Rapport | (0–0, 0–0, 0–1) Rapport     | Oskarshamn Publik: 0 Domare: Mikael Andersson, Christoffer Holm | Oskarshamn Publik: 0 Domare: Mikael Andersson, Christoffer Holm |
| 19:00 | 19:00            |                         |                         |                             | Oskarshamn Publik: 0 Domare: Mikael Andersson, Christoffer Holm | Oskarshamn Publik: 0 Domare: Mikael Andersson, Christoffer Holm |
| 19:00 | 19:00            | Inga mål                | Period 1                | Inga mål                    | Oskarshamn Publik: 0 Domare: Mikael Andersson, Christoffer Holm | Oskarshamn Publik: 0 Domare: Mikael Andersson, Christoffer Holm |
| 19:00 | 19:00            | Inga mål                | Period 2                | Inga mål                    | Oskarshamn Publik: 0 Domare: Mikael Andersson, Christoffer Holm | Oskarshamn Publik: 0 Domare: Mikael Andersson, Christoffer Holm |
| 19:00 | 19:00            | Inga mål                | Period 3                | Borna Rendulic (EQ) (14.28) | Oskarshamn Publik: 0 Domare: Mikael Andersson, Christoffer Holm | Oskarshamn Publik: 0 Domare: Mikael Andersson, Christoffer Holm |
| 19:00 | 19:00            |                         |                         |                             | Oskarshamn Publik: 0 Domare: Mikael Andersson, Christoffer Holm | Oskarshamn Publik: 0 Domare: Mikael Andersson, Christoffer Holm |

| 8     | 10 september 2020 | Örebro HK | Inställd | Linköping HC | Behrn Arena |        |
| 19:00 | 19:00             | Rapport   | Rapport  | Rapport      | Örebro      | Örebro |
| 19:00 | 19:00             |           |          |              | Örebro      | Örebro |
| 19:00 | 19:00             |           |          |              | Örebro      | Örebro |
| 19:00 | 19:00             |           |          |              | Örebro      | Örebro |
| 19:00 | 19:00             |           |          |              | Örebro      | Örebro |
| 19:00 | 19:00             |           |          |              | Örebro      | Örebro |

| 9     | 17 september 2020 | Örebro HK | Inställd | Brynäs IF | Behrn Arena |        |
| 18:00 | 18:00             | Rapport   | Rapport  | Rapport   | Örebro      | Örebro |
| 18:00 | 18:00             |           |          |           | Örebro      | Örebro |
| 18:00 | 18:00             |           |          |           | Örebro      | Örebro |
| 18:00 | 18:00             |           |          |           | Örebro      | Örebro |
| 18:00 | 18:00             |           |          |           | Örebro      | Örebro |
| 18:00 | 18:00             |           |          |           | Örebro      | Örebro |

## SM-slutspel

### Kvartsfinal
| 1           | 11 april 2021 | Leksands IF                | 1–6                     | Örebro HK                                                                        | Tegera Arena                                                   |                                                                |
| 15:00 UTC+1 | 15:00 UTC+1   | (1–1, 0–2, 0–3) Rapport    | (1–1, 0–2, 0–3) Rapport | (1–1, 0–2, 0–3) Rapport                                                          | Leksand Publik: 8 Domare: Mikael Andersson, Andreas Harnebring | Leksand Publik: 8 Domare: Mikael Andersson, Andreas Harnebring |
| 15:00 UTC+1 | 15:00 UTC+1   |                            |                         |                                                                                  | Leksand Publik: 8 Domare: Mikael Andersson, Andreas Harnebring | Leksand Publik: 8 Domare: Mikael Andersson, Andreas Harnebring |
| 15:00 UTC+1 | 15:00 UTC+1   | Carter Ashton (EQ) (16:29) | Period 1                | Linus Öberg (EQ) (2.10)                                                          | Leksand Publik: 8 Domare: Mikael Andersson, Andreas Harnebring | Leksand Publik: 8 Domare: Mikael Andersson, Andreas Harnebring |
| 15:00 UTC+1 | 15:00 UTC+1   | Inga mål                   | Period 2                | Kristian Näkyvä (EQ) (20:33) Borna Rendulic (EQ) (32:32)                         | Leksand Publik: 8 Domare: Mikael Andersson, Andreas Harnebring | Leksand Publik: 8 Domare: Mikael Andersson, Andreas Harnebring |
| 15:00 UTC+1 | 15:00 UTC+1   | Inga mål                   | Period 3                | Emil Larsson (EQ) (46:26) Rodrigo Abols (EQ) (49:27) Rodrigo Abols (PP1) (58:46) | Leksand Publik: 8 Domare: Mikael Andersson, Andreas Harnebring | Leksand Publik: 8 Domare: Mikael Andersson, Andreas Harnebring |
| 15:00 UTC+1 | 15:00 UTC+1   |                            |                         |                                                                                  | Leksand Publik: 8 Domare: Mikael Andersson, Andreas Harnebring | Leksand Publik: 8 Domare: Mikael Andersson, Andreas Harnebring |

| 2           | 12 april 2021 | Leksands IF                     | 1–2                     | Örebro HK                                               | Tegera Arena                                                   |                                                                |
| 19:00 UTC+1 | 19:00 UTC+1   | (0–0, 1–2, 0–0) Rapport         | (0–0, 1–2, 0–0) Rapport | (0–0, 1–2, 0–0) Rapport                                 | Leksand Publik: 8 Domare: Mikael Andersson, Andreas Harnebring | Leksand Publik: 8 Domare: Mikael Andersson, Andreas Harnebring |
| 19:00 UTC+1 | 19:00 UTC+1   |                                 |                         |                                                         | Leksand Publik: 8 Domare: Mikael Andersson, Andreas Harnebring | Leksand Publik: 8 Domare: Mikael Andersson, Andreas Harnebring |
| 19:00 UTC+1 | 19:00 UTC+1   | Inga mål                        | Period 1                | Inga mål                                                | Leksand Publik: 8 Domare: Mikael Andersson, Andreas Harnebring | Leksand Publik: 8 Domare: Mikael Andersson, Andreas Harnebring |
| 19:00 UTC+1 | 19:00 UTC+1   | Patrik Zackrisson (PP1) (31:21) | Period 2                | Rodrigo Abols (PP1) (20:56) Borna Rendulic (EQ) (39:30) | Leksand Publik: 8 Domare: Mikael Andersson, Andreas Harnebring | Leksand Publik: 8 Domare: Mikael Andersson, Andreas Harnebring |
| 19:00 UTC+1 | 19:00 UTC+1   | Inga mål                        | Period 3                | Inga mål                                                | Leksand Publik: 8 Domare: Mikael Andersson, Andreas Harnebring | Leksand Publik: 8 Domare: Mikael Andersson, Andreas Harnebring |
| 19:00 UTC+1 | 19:00 UTC+1   |                                 |                         |                                                         | Leksand Publik: 8 Domare: Mikael Andersson, Andreas Harnebring | Leksand Publik: 8 Domare: Mikael Andersson, Andreas Harnebring |

| 3           | 14 april 2021 | Örebro HK | 7–1                     | Leksands IF                  | Behrn Arena                                                   |                                                               |
| 19:00 UTC+1 | 19:00 UTC+1   | (1–0, 4–1, 2–0) Rapport                                                                                        | (1–0, 4–1, 2–0) Rapport | (1–0, 4–1, 2–0) Rapport      | Örebro Publik: 0 Domare: Mikael Andersson, Andreas Harnebring | Örebro Publik: 0 Domare: Mikael Andersson, Andreas Harnebring |
| 19:00 UTC+1 | 19:00 UTC+1   | |                         |                              | Örebro Publik: 0 Domare: Mikael Andersson, Andreas Harnebring | Örebro Publik: 0 Domare: Mikael Andersson, Andreas Harnebring |
| 19:00 UTC+1 | 19:00 UTC+1   | Emil Larsson (EQ) (17:59)                                                                                      | Period 1                |                              | Örebro Publik: 0 Domare: Mikael Andersson, Andreas Harnebring | Örebro Publik: 0 Domare: Mikael Andersson, Andreas Harnebring |
| 19:00 UTC+1 | 19:00 UTC+1   | Oliver Eklind (EQ) (25:17) Emil Larsson (EQ) (26:21) Jonathan Andersson (EQ) (30:49) Robert Leino (EQ) (32:45) | Period 2                | Martin Karlsson (EQ) (34:25) | Örebro Publik: 0 Domare: Mikael Andersson, Andreas Harnebring | Örebro Publik: 0 Domare: Mikael Andersson, Andreas Harnebring |
| 19:00 UTC+1 | 19:00 UTC+1   | Filip Barklund (EQ) (44:51) Borna Rendulic (PP1) (56:46)                                                       | Period 3                | Inga mål                     | Örebro Publik: 0 Domare: Mikael Andersson, Andreas Harnebring | Örebro Publik: 0 Domare: Mikael Andersson, Andreas Harnebring |
| 19:00 UTC+1 | 19:00 UTC+1   | |                         |                              | Örebro Publik: 0 Domare: Mikael Andersson, Andreas Harnebring | Örebro Publik: 0 Domare: Mikael Andersson, Andreas Harnebring |

| 4           | 15 april 2021 | Örebro HK                     | 2–1 (e.fl.)                  | Leksands IF                  | Behrn Arena                                                   |                                                               |
| 19:00 UTC+1 | 19:00 UTC+1   | (0–0, 0–0, 1–1, 1–0) Rapport  | (0–0, 0–0, 1–1, 1–0) Rapport | (0–0, 0–0, 1–1, 1–0) Rapport | Örebro Publik: 0 Domare: Mikael Andersson, Andreas Harnebring | Örebro Publik: 0 Domare: Mikael Andersson, Andreas Harnebring |
| 19:00 UTC+1 | 19:00 UTC+1   |                               |                              |                              | Örebro Publik: 0 Domare: Mikael Andersson, Andreas Harnebring | Örebro Publik: 0 Domare: Mikael Andersson, Andreas Harnebring |
| 19:00 UTC+1 | 19:00 UTC+1   | Inga mål                      | Period 1                     | Inga mål                     | Örebro Publik: 0 Domare: Mikael Andersson, Andreas Harnebring | Örebro Publik: 0 Domare: Mikael Andersson, Andreas Harnebring |
| 19:00 UTC+1 | 19:00 UTC+1   | Inga mål                      | Period 2                     | Inga mål                     | Örebro Publik: 0 Domare: Mikael Andersson, Andreas Harnebring | Örebro Publik: 0 Domare: Mikael Andersson, Andreas Harnebring |
| 19:00 UTC+1 | 19:00 UTC+1   | Gustav Backström (EQ) (53:44) | Period 3                     | Nils Åman (EQ) (47:49)       | Örebro Publik: 0 Domare: Mikael Andersson, Andreas Harnebring | Örebro Publik: 0 Domare: Mikael Andersson, Andreas Harnebring |
| 19:00 UTC+1 | 19:00 UTC+1   | Emil Larsson (EQ) (61:15)     | Övertid 1                    |                              | Örebro Publik: 0 Domare: Mikael Andersson, Andreas Harnebring | Örebro Publik: 0 Domare: Mikael Andersson, Andreas Harnebring |

### Semifinal
| 1           | 22 april 2021 | Växjö Lakers HC                 | 3–2 (e.fl.)                  | Örebro HK                                          | Vida Arena                                         |                                                    |
| 20:00 UTC+1 | 20:00 UTC+1   | (1–2, 0–0, 0–0, 1–0) Rapport    | (1–2, 0–0, 0–0, 1–0) Rapport | (1–2, 0–0, 0–0, 1–0) Rapport                       | Växjö Publik: 8 Domare: Mikael Nord, Johan Nordlöf | Växjö Publik: 8 Domare: Mikael Nord, Johan Nordlöf |
| 20:00 UTC+1 | 20:00 UTC+1   |                                 |                              |                                                    | Växjö Publik: 8 Domare: Mikael Nord, Johan Nordlöf | Växjö Publik: 8 Domare: Mikael Nord, Johan Nordlöf |
| 20:00 UTC+1 | 20:00 UTC+1   | Hardy Häman Aktell (EQ) (02:07) | Period 1                     | Nick Ebert (PP1) (02:07) Robin Kovacs (EQ) (19:22) | Växjö Publik: 8 Domare: Mikael Nord, Johan Nordlöf | Växjö Publik: 8 Domare: Mikael Nord, Johan Nordlöf |
| 20:00 UTC+1 | 20:00 UTC+1   | Jack Drury (PP1) (37:42)        | Period 2                     | Inga mål                                           | Växjö Publik: 8 Domare: Mikael Nord, Johan Nordlöf | Växjö Publik: 8 Domare: Mikael Nord, Johan Nordlöf |
| 20:00 UTC+1 | 20:00 UTC+1   | Inga mål                        | Period 3                     | Inga mål                                           | Växjö Publik: 8 Domare: Mikael Nord, Johan Nordlöf | Växjö Publik: 8 Domare: Mikael Nord, Johan Nordlöf |
| 20:00 UTC+1 | 20:00 UTC+1   | Richard Gynge (EQ) (92:02)      | Övertid 2                    |                                                    | Växjö Publik: 8 Domare: Mikael Nord, Johan Nordlöf | Växjö Publik: 8 Domare: Mikael Nord, Johan Nordlöf |

| 2           | 23 april 2021 | Växjö Lakers HC         | 0–1                     | Örebro HK                | Vida Arena                                         |                                                    |
| 20:00 UTC+1 | 20:00 UTC+1   | (0–0, 0–0, 0–1) Rapport | (0–0, 0–0, 0–1) Rapport | (0–0, 0–0, 0–1) Rapport  | Växjö Publik: 8 Domare: Mikael Nord, Johan Nordlöf | Växjö Publik: 8 Domare: Mikael Nord, Johan Nordlöf |
| 20:00 UTC+1 | 20:00 UTC+1   |                         |                         |                          | Växjö Publik: 8 Domare: Mikael Nord, Johan Nordlöf | Växjö Publik: 8 Domare: Mikael Nord, Johan Nordlöf |
| 20:00 UTC+1 | 20:00 UTC+1   | Inga mål                | Period 1                | Inga mål                 | Växjö Publik: 8 Domare: Mikael Nord, Johan Nordlöf | Växjö Publik: 8 Domare: Mikael Nord, Johan Nordlöf |
| 20:00 UTC+1 | 20:00 UTC+1   | Inga mål                | Period 2                | Inga mål                 | Växjö Publik: 8 Domare: Mikael Nord, Johan Nordlöf | Växjö Publik: 8 Domare: Mikael Nord, Johan Nordlöf |
| 20:00 UTC+1 | 20:00 UTC+1   | Inga mål                | Period 3                | Linus Öberg (EQ) (42:25) | Växjö Publik: 8 Domare: Mikael Nord, Johan Nordlöf | Växjö Publik: 8 Domare: Mikael Nord, Johan Nordlöf |
| 20:00 UTC+1 | 20:00 UTC+1   |                         |                         |                          | Växjö Publik: 8 Domare: Mikael Nord, Johan Nordlöf | Växjö Publik: 8 Domare: Mikael Nord, Johan Nordlöf |

| 3           | 25 april 2021 | Örebro HK               | 0–1                     | Växjö Lakers HC               | Behrn Arena                                         |                                                     |
| 14:00 UTC+1 | 14:00 UTC+1   | (0–1, 0–0, 0–0) Rapport | (0–1, 0–0, 0–0) Rapport | (0–1, 0–0, 0–0) Rapport       | Örebro Publik: 8 Domare: Mikael Nord, Johan Nordlöf | Örebro Publik: 8 Domare: Mikael Nord, Johan Nordlöf |
| 14:00 UTC+1 | 14:00 UTC+1   |                         |                         |                               | Örebro Publik: 8 Domare: Mikael Nord, Johan Nordlöf | Örebro Publik: 8 Domare: Mikael Nord, Johan Nordlöf |
| 14:00 UTC+1 | 14:00 UTC+1   | Inga mål                | Period 1                | Marcus Sylvegård (EQ) (15:32) | Örebro Publik: 8 Domare: Mikael Nord, Johan Nordlöf | Örebro Publik: 8 Domare: Mikael Nord, Johan Nordlöf |
| 14:00 UTC+1 | 14:00 UTC+1   | Inga mål                | Period 2                | Inga mål                      | Örebro Publik: 8 Domare: Mikael Nord, Johan Nordlöf | Örebro Publik: 8 Domare: Mikael Nord, Johan Nordlöf |
| 14:00 UTC+1 | 14:00 UTC+1   | Inga mål                | Period 3                | Inga mål                      | Örebro Publik: 8 Domare: Mikael Nord, Johan Nordlöf | Örebro Publik: 8 Domare: Mikael Nord, Johan Nordlöf |
| 14:00 UTC+1 | 14:00 UTC+1   |                         |                         |                               | Örebro Publik: 8 Domare: Mikael Nord, Johan Nordlöf | Örebro Publik: 8 Domare: Mikael Nord, Johan Nordlöf |

| 4           | 27 april 2021 | Örebro HK                 | 3–2                     | Växjö Lakers HC                                      | Behrn Arena                                        |                                                    |
| 20:00 UTC+1 | 20:00 UTC+1   | (1–0, 1–0, 1–2) Rapport   | (1–0, 1–0, 1–2) Rapport | (1–0, 1–0, 1–2) Rapport                              | Örebro Publik: 8 Domare: Mikael Nord, Tobias Björk | Örebro Publik: 8 Domare: Mikael Nord, Tobias Björk |
| 20:00 UTC+1 | 20:00 UTC+1   |                           |                         |                                                      | Örebro Publik: 8 Domare: Mikael Nord, Tobias Björk | Örebro Publik: 8 Domare: Mikael Nord, Tobias Björk |
| 20:00 UTC+1 | 20:00 UTC+1   | Nick Ebert (PP1) (15:44)  | Period 1                | Inga mål                                             | Örebro Publik: 8 Domare: Mikael Nord, Tobias Björk | Örebro Publik: 8 Domare: Mikael Nord, Tobias Björk |
| 20:00 UTC+1 | 20:00 UTC+1   | Emil Larsson (EQ) (20:49) | Period 2                | Inga mål                                             | Örebro Publik: 8 Domare: Mikael Nord, Tobias Björk | Örebro Publik: 8 Domare: Mikael Nord, Tobias Björk |
| 20:00 UTC+1 | 20:00 UTC+1   | Nick Ebert (EQ) (42:13)   | Period 3                | Jack Drury (EQ) (46:13) Christian Folin (EQ) (48:26) | Örebro Publik: 8 Domare: Mikael Nord, Tobias Björk | Örebro Publik: 8 Domare: Mikael Nord, Tobias Björk |
| 20:00 UTC+1 | 20:00 UTC+1   |                           |                         |                                                      | Örebro Publik: 8 Domare: Mikael Nord, Tobias Björk | Örebro Publik: 8 Domare: Mikael Nord, Tobias Björk |

| 5           | 29 april 2021 | Växjö Lakers HC                                        | 3–1                     | Örebro HK                    | Vida Arena                                        |                                                   |
| 20:00 UTC+1 | 20:00 UTC+1   | (2–0, 0–0, 1–1) Rapport                                | (2–0, 0–0, 1–1) Rapport | (2–0, 0–0, 1–1) Rapport      | Växjö Publik: 8 Domare: Mikael Nord, Tobias Björk | Växjö Publik: 8 Domare: Mikael Nord, Tobias Björk |
| 20:00 UTC+1 | 20:00 UTC+1   |                                                        |                         |                              | Växjö Publik: 8 Domare: Mikael Nord, Tobias Björk | Växjö Publik: 8 Domare: Mikael Nord, Tobias Björk |
| 20:00 UTC+1 | 20:00 UTC+1   | Richard Gynge (EQ) (04:18) Brendan Gaunce (EQ) (19:24) | Period 1                | Inga mål                     | Växjö Publik: 8 Domare: Mikael Nord, Tobias Björk | Växjö Publik: 8 Domare: Mikael Nord, Tobias Björk |
| 20:00 UTC+1 | 20:00 UTC+1   | Inga mål                                               | Period 2                | Inga mål                     | Växjö Publik: 8 Domare: Mikael Nord, Tobias Björk | Växjö Publik: 8 Domare: Mikael Nord, Tobias Björk |
| 20:00 UTC+1 | 20:00 UTC+1   | Brendan Gaunce (EQ) (58:26)                            | Period 3                | Kristian Näkyvä (EQ) (52:25) | Växjö Publik: 8 Domare: Mikael Nord, Tobias Björk | Växjö Publik: 8 Domare: Mikael Nord, Tobias Björk |
| 20:00 UTC+1 | 20:00 UTC+1   |                                                        |                         |                              | Växjö Publik: 8 Domare: Mikael Nord, Tobias Björk | Växjö Publik: 8 Domare: Mikael Nord, Tobias Björk |

## Poängtabell för Svenska Hockeyligan 2020/2021
Serien spelades mellan den 19 september 2020 och 3 april 2021.

  
| Nr | Lag            | S  | V  | ÖV | ÖF | F  | GM  | IM  | MS  | P   |
| -- | -------------- | -- | -- | -- | -- | -- | --- | --- | --- | --- |
| 1  | Växjö Lakers   | 52 | 27 | 7  | 7  | 11 | 153 | 112 | +41 | 102 |
| 2  | Rögle BK       | 52 | 27 | 4  | 9  | 12 | 164 | 124 | +40 | 98  |
| 3  | Leksands IF    | 52 | 25 | 7  | 5  | 15 | 156 | 134 | +22 | 94  |
| 4  | Skellefteå AIK | 52 | 24 | 8  | 5  | 15 | 154 | 122 | +32 | 93  |
| 5  | Luleå HF       | 52 | 24 | 4  | 8  | 16 | 150 | 131 | +19 | 88  |
| 6  | Örebro HK      | 52 | 25 | 4  | 4  | 19 | 154 | 144 | +10 | 87  |
| 7  | Frölunda HC    | 52 | 27 | 1  | 1  | 23 | 133 | 131 | +2  | 84  |
| 8  | Färjestad BK   | 52 | 18 | 11 | 5  | 18 | 157 | 143 | +14 | 81  |
| 9  | Malmö Redhawks | 52 | 19 | 4  | 2  | 27 | 123 | 151 | −28 | 67  |
| 10 | Djurgårdens IF | 52 | 17 | 5  | 4  | 26 | 139 | 151 | −12 | 65  |
| 11 | IK Oskarshamn  | 52 | 18 | 2  | 5  | 27 | 142 | 163 | −21 | 63  |
| 12 | Linköping HC   | 52 | 17 | 4  | 3  | 28 | 132 | 166 | −34 | 62  |
| 13 | Brynäs IF      | 52 | 14 | 4  | 7  | 27 | 131 | 176 | −45 | 57  |
| 14 | HV71           | 52 | 12 | 5  | 5  | 30 | 127 | 167 | −40 | 51  |

## Resultattabell för Svenska Hockeyligan 2020/2021
Tabell uppdaterad: 3 april 2021.
  
| Hemma \ Borta  | BIF               | DIF                | FHC     | FBK           | HV71          | IKO          | LIF           | LHC           | LHF                | MIF           | RBK           | SAIK               | VLH           | ÖHK           |
| Brynäs IF      | —                 | 6–1 3–2            | 7–1 3–0 | 4–6 1–4       | 2–1 (SD)      | 2–5 3–1      | 4–5 (str) 5–6 | 3–5 2–4       | 1–5 1–3            | 5–2 2–0       | 2–1 4–5 (str) | 3–2 4–5            | 1–3 1–5       | 2–0 3–1       |
| Djurgårdens IF | 4–1               | —                  | 0–2 5–1 | 0–3 3–5       | 6–3 4–5       | 3–4          | 3–0 4–5 (SD)  | 6–2 2–3       | 3–2 (SD) 5–3       | 3–0 4–3       | 3–5 0–3       | 3–2 (SD) 0–2       | 3–2 2–3       | 5–2 0–2       |
| Frölunda HC    | 3–0 7–3           | 2–3 2–3 (SD)       | —       | 4–3 3–0       | 3–0 4–1       | 4–1 3–1      | 4–2 4–5       | 4–3 1–2       | 4–1 0–3            | 2–3           | 3–2 0–4       | 3–2 (str) 3–4      | 3–2 2–1       | 3–1 0–3       |
| Färjestad BK   | 3–5 2–3 (SD)      | 5–0 5–2            | 3–0 1–3 | —             | 3–2 4–3 (SD)  | 1–3 3–2 (SD) | 3–2 (SD) 5–3  | 5–4 2–5       | 1–4 3–2 (SD)       | 2–4 1–2       | 2–5 5–4 (SD)  | 4–3 (str) 4–3 (SD) | 4–2 2–3       | 7–3 4–3 (str) |
| HV71           | 6–4 2–1 (SD)      | 5–1 1–3            | 2–3 1–3 | 2–3 (SD) 4–2  | —             | 6–3 3–2 (SD) | 2–4 0–6       | 2–3 (str) 5–3 | 5–1 2–3            | 5–2 1–4       | 2–3 1–5       | 2–3 0–2            | 3–2 (SD) 2–4  | 2–4 4–1       |
| IK Oskarshamn  | 6–1 4–3           | 4–2                | 3–2 2–5 | 4–2 1–4       | 1–2 7–0       | —            | 5–2 6–3       | 3–6 4–1       | 2–5                | 4–1 2–3       | 2–3 1–3       | 2–3 (SD) 1–4       | 2–3 (str) 3–1 | 2–3 5–1       |
| Leksands IF    | 3–1 4–0           | 3–2 (SD) 3–2 (str) | 4–0 3–2 | 3–2 (SD) 2–3  | 1–3 3–4 (str) | 4–2 3–2      | —             | 1–2 (str) 2–0 | 6–3 2–1            | 4–3 4–1       | 3–2 (SD) 1–3  | 4–5 (SD) 5–3       | 0–2 1–2       | 3–5 1–5       |
| Linköping HC   | 5–4 (SD) 2–4      | 5–4 1–5            | 1–3 2–0 | 1–5 3–2       | 2–0 0–1       | 6–3 4–2      | 1–4 2–3       | —             | 2–3 1–7            | 1–3 6–3       | 2–1 5–3       | 2–1 2–5            | 1–2 (str)     | 4–7 4–2       |
| Luleå HF       | 2–3 (str) 4–1     | 3–2 4–5            | 0–2 3–4 | 4–2 3–2       | 5–4 4–3       | 5–4 (SD) 7–3 | 5–2 3–0       | 5–2 2–1       | —                  | 5–3 3–0       | 0–5 2–3 (str) | 2–3 (str) 1–4      | 2–1 0–2       | 4–3 (SD) 0–3  |
| Malmö Redhawks | 7–2 0–3           | 1–3 3–1            | 2–6 4–0 | 2–3 4–3 (str) | 2–1 3–2       | 4–0 2–3 (SD) | 3–5 0–1       | 3–4 (SD) 3–2  | 2–4 5–3            | —             | 0–2 2–1 (str) | 3–2 (SD) 0–3       | 2–6 3–5       | 2–1 4–1       |
| Rögle BK       | 4–1 6–3           | 5–3 2–3 (str)      | 5–4 1–3 | 3–4 (str) 0–4 | 4–0 6–7 (SD)  | 2–1 5–1      | 2–5 1–3       | 6–4 3–1       | 2–1 (str) 2–1 (SD) | 2–3 1–2 (str) | —             | 5–2 4–2            | 4–2 4–1       | 3–1 4–0       |
| Skellefteå AIK | 6–5 (SD) 2–1 (SD) | 3–1 4–1            | 3–1 5–1 | 1–0 3–2 (SD)  | 4–2           | 1–3 3–1      | 1–3 3–6       | 3–2 6–0       | 0–4 2–1 (SD)       | 3–4 6–1       | 4–5 2–0       | —                  | 4–2 4–3 (SD)  | 1–4 4–1       |
| Växjö Lakers   | 5–1 5–2           | 2–3 (SD) 2–1 (SD)  | 8–0 3–2 | 2–3 (str) 4–1 | 6–3 2–1       | 4–3 3–4 (SD) | 4–3 2–3 (SD)  | 3–0 2–1 (SD)  | 3–2                | 4–3 3–0       | 2–1 3–2 (SD)  | 1–3 2–0            | —             | 3–2 (SD) 6–2  |
| Örebro HK      | 3–0 3–2 (SD)      | 4–6 1–0            | 1–6 3–6 | 5–2 2–3       | 5–4 5–2       | 2–1 7–1      | 1–0 (SD) 1–2  | 6–4 3–2       | 1–2 (str) 4–1      | 6–2 3–2       | 6–5 (SD) 5–2  | 3–2                | 4–3 (SD) 6–2  | —             |

## Laguppställning
Uppdaterad den 3 oktober 2021.

| Nr | Nat       | Spelare                   | Pos  | S/H | Ålder | Värvad    | Födelseort                                |
| -- | --------- | ------------------------- | ---- | --- | ----- | --------- | ----------------------------------------- |
| 31 | Norge     | Jonas Arntzen             | M    | L   | 27    | 2019/2020 | Lillehammer, Oppland fylke, Norge         |
| 1  | Sverige   | Jhonas Enroth             | M    | L   | 36    | 2020/2021 | Stockholm, Stockholms län                 |
| 5  | Sverige   | Gustav Backström          | B    | L   | 30    | 2014/2015 | Lindesberg, Örebro län                    |
| 74 | USA       | Nick Ebert                | B    | R   | 30    | 2020/2021 | Livingston, New Jersey, USA               |
| 27 | Sverige   | Simon Forsmark            | B    | L   | 21    | 2020/2021 | Kumla, Örebro län                         |
| 7  | Sverige   | Marcus Hardegård          | B    | L   | 27    | 2021/2022 | Älvsbyn, Norrbottens län                  |
| 51 | Finland   | Kristian Näkyvä           | B    | L   | 34    | 2018/2019 | Helsingfors, Nyland, Finland              |
| 2  | Finland   | Rasmus Rissanen (A)       | B    | L   | 33    | 2018/2019 | Kuopio, Norra Savolax, Finland            |
| 6  | Sverige   | Stefan Warg (C)           | B    | R   | 35    | 2018/2019 | Stockholm, Stockholms län                 |
| 23 | Tjeckien  | Petr Zamorsky             | B    | L   | 32    | 2021/2022 | Zlín, Vysočina, Tjeckien                  |
| 18 | Lettland  | Rodrigo Ābols             | C    | L   | 29    | 2020/2021 | Riga, Lettland                            |
| 12 | Sverige   | Filip Barklund            | C/LW | L   | 22    | 2020/2021 | Stockholm, Stockholms län                 |
| 10 | Sverige   | Leo Carlsson              | C    | L   | 20    | 2021/2022 | Karlstad, Värmlands län                   |
| 73 | Sverige   | Oliver Eklind             | C/LW | L   | 26    | 2020/2021 | Kumla, Örebro län                         |
| 40 | Sverige   | Elias Ekström             | W    | L   | 23    | 2020/2021 | Hällefors, Örebro län                     |
| 34 | Sverige   | Adam Hofbauer             | C    | L   | 22    | 2021/2022 | Stockholm, Stockholms län                 |
| 96 | Sverige   | Robin Kovács              | W    | L   | 28    | 2019/2020 | Toronto, Ontario, Kanada                  |
| 36 | Sverige   | Emil Larsson (A)          | LW   | L   | 31    | 2020/2021 | Gävleborgs län                            |
| 62 | Finland   | Robert Leino              | C/RW | R   | 31    | 2020/2021 | Tavastehus, Egentliga Tavastland, Finland |
| 33 | Sverige   | Christopher Mastomäki (A) | C    | L   | 28    | 2017/2018 | Nacka, Stockholms län                     |
| 39 | Finland   | Joel Mustonen             | C/LW | L   | 32    | 2021/2022 | Uleåborg, Norra Österbotten, Finland      |
| 29 | Sverige   | Milton Oscarson           | C/RW | L   | 22    | 2021/2022 | Kumla, Örebro län                         |
| 71 | Finland   | Juuso Puustinen           | W    | R   | 36    | 2021/2021 | Kuopio, Norra Savolax, Finland            |
| 20 | Finland   | Miikka Salomäki           | W    | R   | 31    | 2021/2021 | Brahestad, Norra Österbotten, Finland     |
| 21 | Sverige   | Linus Öberg               | C/RW | R   | 24    | 2019/2020 | Vänersborg, Västra Götalands län          |

## Transferfönstret 2019/2020
Transferfönstret nedan gäller spelarrörelser för perioden 1 januari-15 februari 2020 samt 16 maj 2020–15 februari 2021. 
| Utlöpande kontrakt - Dominik Furch (G) - Alfred Barklund (D) - Kristian Näkyvä (D) - Jordan Boucher (LW) - Shane Harper (RW) - Viktor Lodin (C/LW) - Ryan Stoa (C/LW) - Marcus Weinstock (LW) | Förlängda - Kristian Näkyvä (D) - Niklas Eriksson - Jonas Arntzen - Linus Öberg - Filip Barklund - Niklas Johansson - Rodrigo Ābols | Ut - Viktor Lodin (C/LW) - Alfred Barklund (D) - Marcus Weinstock (LW) - Mathias Bromé (LW/RW) - Dominik Furch (G) - Sakari Salminen (RW/LW) - Aaron Irving (D) - Jordan Boucher (LW) - Max Lindholm (C/LW) - Mathias Bromé (LW/RW) - Lukas Pilö (D) - Elias Ekström (LW/RW) - Josh Ho-Sang (RW) | In - Emil Larsson (LW) från Luleå HF - Jhonas Enroth (G) från Klagenfurter AC - Robert Leino (C/RW) från Ilves - Oliver Eklind (C/LW) från BIK Karlskoga - Nick Ebert (D) från Hartford Wolf Pack - Borna Rendulić (RW/LW) från Adler Mannheim - Rodrigo Ābols (C) på lån från Florida Panthers - Mathias Bromé (LW/RW) på lån från Detroit Red Wings - Elias Ekström (LW/RW) från Örebro HK J20 - Josh Ho-Sang (RW) på lån från New York Islanders - Tim Juel (G) från BIK Karlskoga - Elias Ekström (LW/RW) |